# Don’t Forget About Us
Don’t Forget About Us ist ein Lied der US-amerikanischen Sängerin Mariah Carey, das im November 2005 erschien.

## Entstehung und Veröffentlichung
Das Lied wurde von der Interpretin selbst, zusammen mit den Koautoren Johntá Austin, Bryan-Michael Cox und Jermaine Dupri, geschrieben. Dupri zeichnete zudem auch für die Produktion verantwortlich.
Die Erstveröffentlichung von Don’t Forget About Us erfolgte am 15. November 2005 bei Island Records, als Teil einer „Special Edition“ von Careys zehnten Studioalbum The Emancipation of Mimi (Katalognummer: B000578402). Am 12. Dezember 2005 erschien das Lied als fünfte Singleauskopplung aus dem Album. Diese erschien als CD-Maxi-Single mit zwei Remixen und dem Musikvideo als B-Seiten (Katalognummer: 06024 9851872).
Es erschienen nebenbei auch viele Remixversionen von Don't Forget About Us. Das Hauptremix wurde von Jermaine Dupri produziert und ist bekannt als der Mr. Dupri mix. Diese Remixversion enthält Gastauftritte von den Rappern Juelz Santana, Krayzie Bone und Layzie Bone. Das Mr. Dupri mix wurde auch bei iTunes zum Download veröffentlicht.
Im Januar 2007 erschien eine neue Remixversion unter dem Titel Desert Storm remix, es wurde von DJ Clue produziert (er produzierte schon Remixversionen von We Belong Together und Shake It Off). Auf dieser Remixversion wirken Fabolous und Styles P als Rapper mit. Diese Remixversion wurde extra für die amerikanischen Radiostationen veröffentlicht. Diese Version erschien auf DJ Clues Album The Professional, Pt. 3. Eine Musikvideo zu dieser Version kann auf seiner offiziellen MySpace-Seite gefunden werden; es zeigt Bilder von Mariah Carey, DJ Clue und Fabulous im Studio und wie sie während und nach der Aufnahme Spaß haben.

## Musikvideo
Das Musikvideo zu Don’t Forget About Us dreht Mariah Carey zusammen mit Paul Hunter, welcher zuvor bereits das Video zu Carey Nummer-eins-Hit Honey (1997) mit ihr drehte. Die Szenen im Musikvideo wechseln immer zwischen zwei Zeitabschnitte. Das erste Zeitabschnitt zeigt Carey traurig in der Gegenwart, der zweite Zeitabschnitt zeigt Careys Erinnerungen an eine ehemalige Beziehung mit ihren Ex-Liebhaber (gespielt vom Dolce & Gabbana Model Christian Monzon).
Das Musikvideo hatte seine Weltpremiere am 29. Oktober 2005 auf MTVs Spanking New.

## Rezeption
Den meisten Musikkritikern fielen Parallelen auf zwischen Don’t Forget About Us und We Belong Together. Chuck Taylor vom Billboard Magazine bezeichnete das Lied als „kleine Fortsetzung ihres vorherigen Nummer-eins-Hits [...] Forget ist eine verführerische, gefühlvolle, zärtliche und warme Ballade mit viel Soul, wie wir es alle von Frau Carey kennen, der Erfolg der Single ist schon jetzt vorprogrammiert.“ Bill Lamb von About.com schrieb: „Es erreicht nicht die Macht vom brillanten We Belong Together.“
Don’t Forget About Us war bei den BET Awards 2006 in der Kategorie Viewers' Choice nominiert. Bei den Grammy Awards 2007 war das Lied in den Kategorien Best Female R&B Vocal Performance und Best R&B Song nominiert.

## Kommerzieller Erfolg

### Chartplatzierungen
Don’t Forget About Us avancierte zum Nummer-eins-Hit in Finnland und den Vereinigten Staaten. In den Vereinigten Staaten hielt es sich zwei Wochen an der Chartspitze und wurde Careys siebzehnter Nummer-eins-Hit, womit sie mit Elvis Presley gleichzog. In den US-amerikanischen Single-Jahrescharts von 2006 erreichte Don’t Forget About Us Platz 50.
| ChartsChartplatzierungen       | Höchstplatzierung | Wochen |
| ------------------------------ | ----------------- | ------ |
| Deutschland (GfK)              | 41 (8 Wo.)        | 8      |
| Österreich (Ö3)                | 61 (3 Wo.)        | 3      |
| Schweiz (IFPI)                 | 19 (5 Wo.)        | 5      |
| Vereinigte Staaten (Billboard) | 1 (21 Wo.)        | 21     |
| Vereinigtes Königreich (OCC)   | 11 (10 Wo.)       | 10     |

| ChartsJahrescharts (2006)      | Platzierung |
| ------------------------------ | ----------- |
| Vereinigte Staaten (Billboard) | 50          |

### Auszeichnungen für Musikverkäufe
Die Recording Industry Association of America zeichnete Don't Forget About Us schon nach sehr wenigen Wochen mit Platin aus.
| Land/Region               | Auszeichnungen für Musikverkäufe (Land/Region, Auszeichnung, Verkäufe) | Verkäufe  |
| ------------------------- | ---------------------------------------------------------------------- | --------- |
| Vereinigte Staaten (RIAA) | Platin · + Gold (Mastertone)                                           | 1.500.000 |
| Insgesamt                 | 1× Gold · 1× Platin ·                                                  | 1.500.000 |

Hauptartikel: Mariah Carey/Auszeichnungen für Musikverkäufe